# مندلورین (شخصیت)
 دین جارین، که به عنوان مندلورین یا مندلوری معروف‌تر است و بعضاً به عنوان مندو از او یاد می‌شود، شخصیت خیالی در فرنچایز جنگ ستارگان و شخصیت اصلی در مجموعه تلویزیونی به همین نام است. وی به عنوان عضوی از انجمن صنفی شکارچیان جایزه بگیر و یکی از آخرین عضوهای آن معرفی شده است، وی «پیدا شده» ای است که در سنین کودکی توسط مندلورین‌ها نجات یافت و پدرخوانده کسی است که به عنوان گروگو یا بیبی یودا شناخته می‌شود.